# Haan van Barcelos

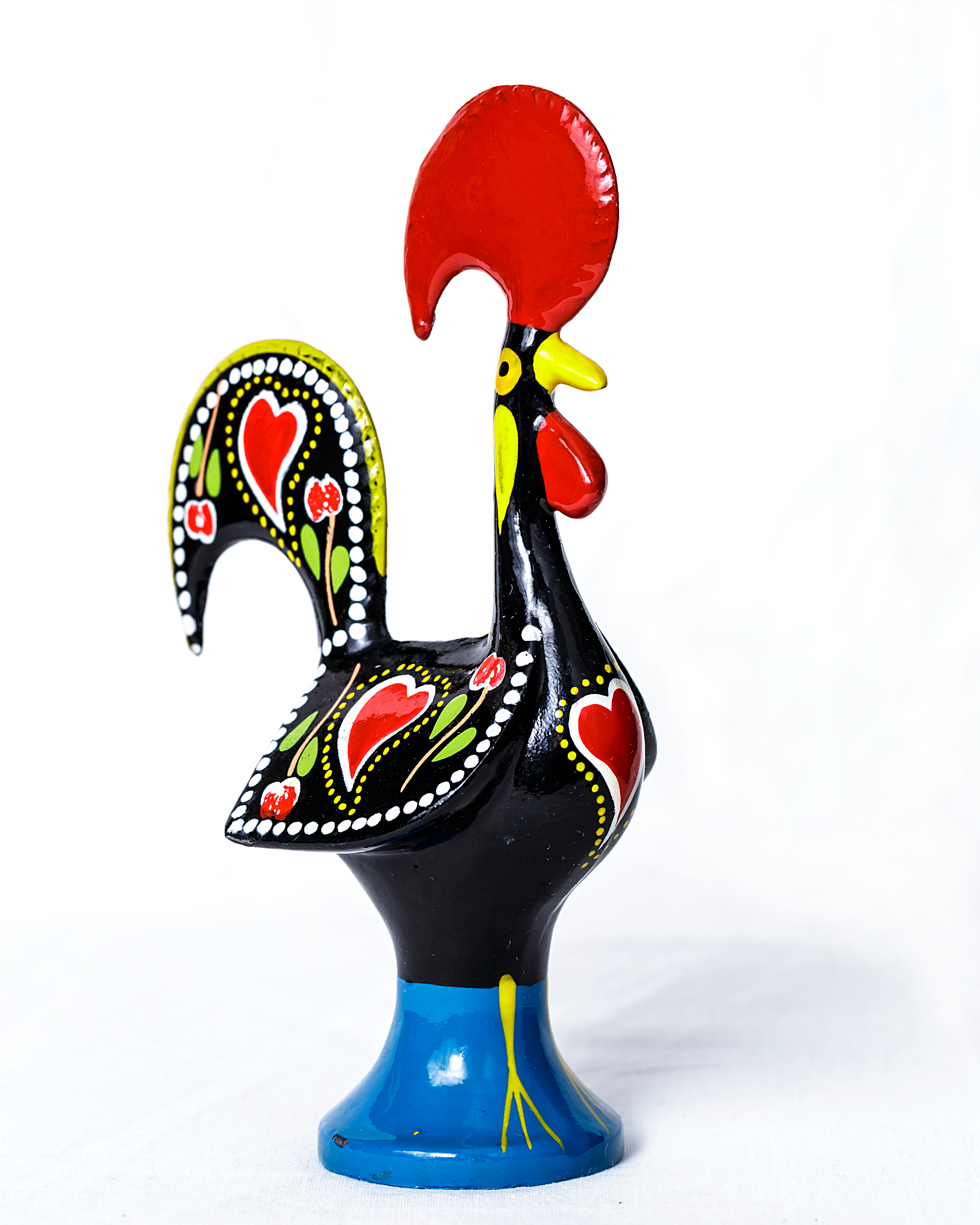
Een Beeldje van de Haan van Barcelos

De Haan van Barcelos (Portugees: Galo de Barcelos) is een Portugese legende. Het is tevens een van de meest bekende zinnebeelden van dat land.
De legende gaat als volgt: Op een dag in de 17e eeuw werd er zilver gestolen van een landeigenaar. Een bedevaartganger onderweg naar Santiago de Compostella wordt als schuldige aangewezen. Deze ontkent maar wordt wel schuldig bevonden en ter dood veroordeeld. Hij vraagt of hij de rechter thuis mag bezoeken. De rechter blijkt aan een maaltijd te zitten en de veroordeelde wijst naar een geroosterde haan op tafel. Hij vertelt dat de haan zal gaan kraaien op het moment dat hij opgehangen wordt en dat hij daarmee zijn onschuld zal bewijzen. De rechter besluit hierop de haan niet meer te eten. Wanneer de man wordt opgehangen begint de haan te kraaien. De rechter ziet zijn fout in en rent naar de galg maar is net te laat. De man heeft het echter toch overleefd doordat de knoop het niet gehouden heeft.
De legende heeft overeenkomsten met het wonder van Calzada.